# NGC 7231
NGC 7231 est une galaxie spirale barrée située dans la constellation du Lézard. Sa vitesse par rapport au fond diffus cosmologique est de 796 ± 20 km/s, ce qui correspond à une distance de Hubble de 11,7 ± 0,9 Mpc (∼38,2 millions d'al). NGC 7231 a été découverte par l'astronome germano-britannique William Herschel en 1786.
La classe de luminosité de NGC 7231 est I et elle présente une large raie HI. 
À ce jour, trois mesures non basées sur le décalage vers le rouge (redshift) donnent une distance de 14,400 ± 0,173 Mpc (∼47 millions d'al), ce qui est à légèrement à l'extérieur des valeurs de la distance de Hubble. Puisque cette galaxie est relativement rapprochée du Groupe local, cette distance est peut-être plus près de sa distance réelle que la distance de Hubble. Notons que c'est avec la valeur moyenne des mesures indépendantes, lorsqu'elles existent, que la base de données NASA/IPAC calcule le diamètre d'une galaxie et qu'en conséquence le diamètre de NGC 7231 pourrait être d'environ 8,2 kpc (∼26 700 al) si on utilisait la distance de Hubble pour le calculer.